# چمازکتی
چمازکتی، روستایی است از توابع بخش مرکزی شهرستان قائم‌شهر در استان مازندران ایران.
از نظر لغوی چمازکتی از دو کلمه چماز به معنی سرخس و کتی به معنی تپه یا بلندی است.
به گفته برخی منابع تاریخچهٔ این روستا به حدود قرن ۱۱ می‌رسد. اهالی این روستا را مردمانی که از نواحی دیگری آمده بودند تشکیل می‌دهند. امروزه این روستا با مردمانی خونگرم و مهمان نواز به عنوان یکی از بزرگ‌ترین و پرجمعیت ترین روستاهای کشور شناخته می‌شود. روستای چمازکتی با طبیعتی بی نظیر و دیدنی و همچنین آب و هوایی سالم محل مناسبی برای گذراندن اوقات فراغت مسافرین می‌باشد. در شمال چمازکتی زمین‌های حاصل خیز وجود دارد که در آن برنج، هویج، پیاز و مرکبات کشت می‌شود.
معروف بودن این روستا به روستای کباب‌ها
مردمان روستای چمازکتی به چند چیز شهرت دارند که مهم‌ترین آن این است علاقه بیش از حدی به صرف کباب دارند و به هر بهانه ای در حال کباب خوری هستند. در این روستا به تعداد زیادی کبابی وجود دارد که به صورت فعال مشغول سرویس به مردم هستند و از این راه امرار معاش می‌کنند. مردم بخصوص جوانان این روستا سال هاست که به مناسبت‌های مختلف یکدیگر را برای خوردن کباب دعوت می‌نمایند و این کار تقریباً به صورت روزمره درآمده است. در کنار تازگی گوشت گوسفند، طبخ با مهارت کباب که طی چند سال به صورت حرفه ای درآمده است نیز از نکاتی است که باعث شده دیگران را از روستاهای دیگر به این اینجا بکشاند.

## کاخ مقبره زرین نوا
بر اساس زیارتنامه داخل بقعه، نام متوفی، آقا سید محمد ابن سیدعلی زری نوایی عنوان شده‌است، که این اثر در تاریخ ۲۵ اسفند ۱۳۷۹ با شمارهٔ ۳۳۲۷ به عنوان یکی از آثار ملی ایران به ثبت رسیده‌است. برج مقبرهٔ زرین نوا (با گویش محلی با سیزَ نِوا)، در روستای چمازکتی در میان قبرستان قدیمی و فعلی محل و در میان درختان کهنسال واقع شده و دور تا دور این مجموعه را زمین‌های کشاورزی فرا گرفته‌است. آرامگاه سید محمد زرین نوا مربوط به قرن ۹ هجری قمری است که در شهرستان قائم شهر و در ۲ کیلومتری روستای چمازکتی در کنار خیابان هردرود به کروا واقع شده‌است.

## جمعیت
این روستا در نوکندکلا قرار داشته و براساس آخرین سرشماری مرکز آمار ایران که در سال ۱۳۹۵ صورت گرفته، جمعیت آن حداقل بیش از ۵۵۰۰ نفر (حدود ۱۴۰۰ خانوار) بوده‌است.